# إم تي في التسعينيات
إم تي في التسعينيات (بالإنجليزية: MTV 90s) هي قناة تلفزيونية موسيقية أوروبية مقدمة من قبل شبكات فاياكوم سي بي إس أوروبا، الشرق الأوسط، أفريقيا، آسيا. تعرض القناة فيديوهات موسيقية من التسعينيات. حلت محل إم تي في روكس في 5 أكتوبر 2020.
في 1 مارس 2021، بدأت «إم تي في التسعينيات» البث في منطقة الشرق الأوسط وشمال أفريقيا عن طريق شبكة بي إن.

## برامج
- أعلى قوائم تشغيل التسعينيات (Ultimate 90s Playlist)
- ممم بوب! أفضل بوب من التسعينيات (Mmm Bop! Perfect 90s Pop)
- أُنقذت من قبل التسعينيات! (!Saved by The 90s)
- ساعة الفتاة القوية (Girl Power Hour)
- لا تنسى التسعينيات! (!Never Forget The 90s)
- هكذا نفعل الهيب هوب + الأر آند بي في التسعينيات (This is How We Do 90s Hip Hop + RnB)
- أناشيد التسعينيات البديلة (Alternative 90s Anthems)
- لا توجد حفلة مثل حفلة التسعينيات! (!Ain`t No Party like a 90s Party)
- أناشيد رقص التسعينيات (90s Dance Anthems)
- إم تي في التسعينيات أعلى 50 (MTV 90s Top 50)
- هكذا نفعل حفلة التسعينيات المنزلية! (!This Is How We Do A 90s Houseparty)
- شريط التسعينيات! (!90s Mixtape)